# Karl-von-Frisch-Gymnasium Dußlingen

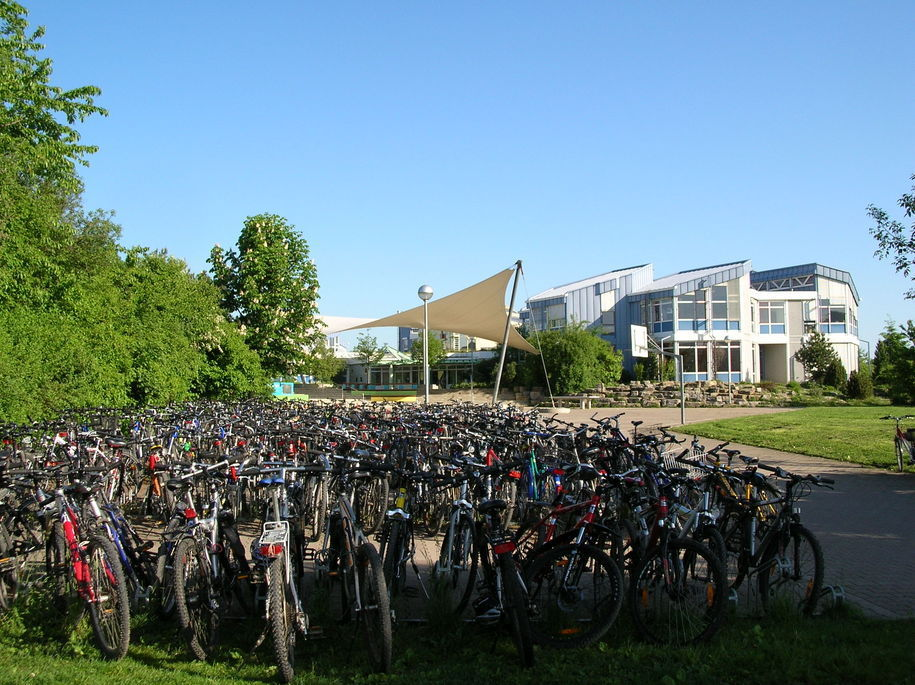
Das Karl-von-Frisch-Gymnasium aus südlicher Richtung

Das Karl-von-Frisch-Gymnasium (kurz: KvFG) in Dußlingen ist das einzige Gymnasium in Baden-Württemberg mit einem Gemeindeverwaltungsverband als Träger. Es ist nach dem Verhaltensforscher Karl von Frisch benannt.

## Lage
Das Gelände des Schulzentrums liegt unmittelbar südlich der Dußlinger Gemarkung auf der Gemarkungsgrenze der Nachbargemeinden Nehren und Gomaringen.

## Geschichte
Die Geschichte des Karl-von-Frisch-Gymnasiums begann 1990, als am Quenstedt-Gymnasium im benachbarten Mössingen 170 Neuanmeldungen für das folgende Schuljahr (1990/1991) eingegangen waren. Es mussten also sechs Parallelklassen eingerichtet werden und die Bevölkerungsstatistik zeigte, dass die nachfolgenden Jahrgänge noch mehr Schüler ins Gymnasium bringen würden. Da das Quenstedt-Gymnasium diese Schülerzahlen nicht bewältigen konnte, kam die Idee auf, ein Gymnasium nahe der Realschule Steinlach-Wiesaz (heute: Maria-Sibylla-Merian-Gemeinschaftsschule) auf dem Höhnisch zu bauen.
Am 4. September 1990 trugen die drei Bürgermeister des Gemeindeverwaltungsverbandes Steinlach-Wiesaz, Ettwein (Nehren), Schiffmacher (Dußlingen) und Schmiderer (Gomaringen), ihre Absicht dem damaligen Kultusminister Gerhard Mayer-Vorfelder vor, der dieses Anliegen in seinem Ministerium prüfen ließ und danach einem Versuch zustimmte.
Am 27. August 1991 konnte für die ersten Schüler der Unterricht beginnen. Die ersten beiden Klassen wurden vorerst in Räumen der Realschule unterrichtet, bis ein Jahr später im Oktober 1992 der Schulneubau (heute Unterstufentrakt) mit sechs Klassenzimmern, einem Lehrerzimmer, Sanitäranlagen und Sammlungsräumen bezogen wurde. Bald wurde das Gebäude jedoch zu klein und so wurde mit Planung und Bau des zweiten (große Aula, zwölf weitere Klassenzimmer) und dritten (Fachtrakt: Räume für Chemie, Physik, Biologie, Kunst, Erdkunde; Computerraum) Bauabschnitts begonnen, die im Schuljahr 1995/1996 fertiggestellt und eingeweiht wurden.
Im selben Jahr, genauer am 20. November 1995, bekam die bis dahin namenlose Schule ihren heutigen Namen. Sie wurde aufgrund der sechseckigen Bauform, die an Bienenwaben erinnert, nach dem Zoologen Karl Ritter von Frisch benannt, da dieser sich vornehmlich mit dem Leben und Verhalten von Honigbienen beschäftigt hatte. Damit ist das KvFG neben dem Karl-Ritter-von-Frisch Gymnasium in Moosburg an der Isar das zweite Gymnasium in Deutschland, welches den österreichischen Nobelpreisträger als Namensgeber hat.
Ab dem Schuljahr 1999/2000 wurden zum ersten Mal in allen Klassenstufen (Klassen 5–13) 534 Schüler unterrichtet. Im Juni 2000 konnte der erste Abiturjahrgang (27 Schüler) verabschiedet werden. Zu diesem Zeitpunkt ließ sich abschätzen, dass auf Dauer ungefähr 750 Schüler zu versorgen sein müssten, da nun auch Schüler der Härtengemeinden (Jettenburg, Wankheim, Mähringen und Immenhausen) unterrichtet wurden. So beantragte man offiziell die Dreizügigkeit, die Ende 2000 vom Oberschulamt anerkannt wurde.
Am 25. Oktober 2002 erfolgte der Spatenstich für den vierten Bauabschnitt, der durch die weiter steigende Schülerzahl nötig wurde. Er wurde als Verbindungsbau zwischen Realschule und Gymnasium konzipiert, der neben einer Cafeteria, die heute von Eltern und Freiwilligen („Treffpunkt Mensa“) betrieben wird, weitere Klassen- und Fachräume beinhalten sollte. Er wurde nach 15-monatiger Bauzeit mit einem Fest am 30. Januar 2005 eingeweiht. Der „Treffpunkt Mensa“ nahm seine Arbeit im November 2004 auf und versorgt seitdem montags, dienstags und donnerstags die Schüler mit einem warmen Mittagessen.
Seit dem Schuljahr 2004/2005 müssen alle neuen Fünftklässler das achtjährige Gymnasium (verkürzter Bildungsgang – G8) bestreiten.
Im Juli 2010 war der Spatenstich eines quaderförmigen Neubaus für die Oberstufe des Karl-von-Frisch-Gymnasiums, der zu Beginn des Schuljahrs 2011/2012 fertig gestellt wurde.
Bei diesem Neubau handelt es sich nicht um einen Anbau des bisherigen Schulgebäudes. Aus Kostengründen wurde die Bienenwabenform nicht verwendet.

## Partnerschulen
Deutschland
- Johannes-Kepler-Gymnasium in Leipzig, seit 1992

Frankreich
- Collège Eurêka in Pont-Sainte-Marie (bei Troyes), seit 1993
- Collège Raoul Dufy in Le Havre
- Collège St. Joseph in Caen, seit 1996
- Collège Jacques Prévert in Gaillard (bei Genf), seit 2001

Israel
- Hof haCarmel High School in Maʿagan Michael (bei Haifa), seit 2007

Ungarn
- Ady-Endre-Gymnasium in Ráckeve (südlich von Budapest), seit 1998

## Veranstaltungen
- Regelmäßig finden statt:
  - Herbst- und Frühlingsball
  - „Karl-von-Frisch-Vortrag“, jährliche stattfindender Vortrag über wechselnde Themen zum Geburtstag Karl von Frischs (20. November), durchgeführt von Professoren der umliegenden Universitäten
  - Open-Air-Rockfestival Rockt den Acker!
  - SMV-Disco
  - Sportwoche
  - Schulfest zum Schuljahresende

- Des Weiteren finden an der Schule verschiedene Konzerte und Theatervorführungen statt, die zum größten Teil von Schülern des KvFGs selbst dargeboten werden.

## Bekannte Lehrer
- Markus Gaugisch (* 1974), Handballspieler und -trainer, Lehrer für Deutsch und Sport